# Margaropus
Margaropus ist eine in Afrika vorkommende Gattung der Schildzecken mit drei Arten: M. reidi und M. wileyi parasitieren bei Giraffen in den afrikanischen Tiefland-Savannen, M. winthemi kommt dagegen im südafrikanischen Hochland beim Kap-Bergzebra vor, befällt aber auch Hausrinder und Pferde.

## Merkmale
Margaropus ähnelt im Aussehen Rhipicephalus, aber die Palpen tragen keine Kämme und die Beinlänge nimmt bei Männchen vom ersten bis zum vierten Beinpaar zu. Augen sind vorhanden und sitzen bei den Weibchen an den Außenkanten des Rückenschildes. Die Mundwerkzeuge sind kurz und die Basis des Capitulums ist sechseckig. Das Präanalschild läuft nach hinten in zwei spitze, den Anus umfassende Fortsätze aus. Hinterrandläppchen (Festons) sind nicht ausgebildet.